# La Rose de Java
La Rose de Java est une librairie spécialisée en livres anciens et maison d'édition française fondée par Hubert Bouccara en 1990 au 11, rue Campagne-Première, dans le 14e arrondissement de Paris.

## Historique
La Rose de Java a été fondée en 1990 par Hubert Bouccara qui a nommé sa librairie en l’honneur de Joseph Kessel avec qui il partageait depuis 1968 une grande amitié : « J’ai nommé ma boutique La Rose de Java parce que le jour de mes 22 ans, il m’a offert le manuscrit de ce livre ».
La librairie est spécialisée dans les éditions rares et dans l’œuvre de Henry de Monfreid, Paul Morand, Romain Gary et Joseph Kessel.

### Difficultés économiques
En février 2021, après les blocages de Paris par les manifestations des Gilets jaunes, et à la suite des confinements successifs provoqués par la pandémie de Covid-19, Hubert Bouccara se retrouve en grandes difficultés, perdant 90 % de son chiffre d’affaires, et avec des impayés de loyer. Une cagnotte solidaire est lancée par Paul Rodrigue, un étudiant qui fréquente la librairie depuis son enfance : « La cagnotte a été lancée parce que je partais totalement en faillite depuis le premier confinement ». Elle permet de réunir la somme de 40 000 €, une somme qui doit permettre à Hubert Bouccara de tenir jusqu’à son départ à la retraite en juin 2021.